# Biserica „Sfântul Ioan Botezătorul” din Cărpineni
Biserica „Sf. Ioan Botezătorul” este o biserică amplasată în Cărpineni, raionul Hîncești, Republica Moldova. Este un monument arhitectural de importanță națională inclus în Registrul monumentelor Republicii Moldova ocrotite de stat cu nr. 569 (raionul Hîncești). Datează din 1912.